# Гродеково (станция)
Гроде́ково — железнодорожная станция в Приморском крае, расположенная у границы с Китаем и являющаяся железнодорожным пограничным перевалочным переходом.
В прошлом Гродеково — станция исторической Китайско-Восточной железной дороги, первая крупная грузовая и пассажирская станция на Российской (советской) территории, на которую прибывал поезд, следовавший с запада (из Читинской области) через территорию Китая.
Населённый пункт — посёлок Пограничный Приморского края.
Станция названа в честь Николая Ивановича Гродекова, приамурского генерал-губернатора.
В настоящее время основная функция станции состоит в перевалке грузов, идущих из Китая по железной дороге в Россию, преимущественно в Дальневосточный федеральный округ, а также российских сырьевых экспортных грузов, идущих в Китай.
Станция Гродеково связана с китайской станцией Суйфэньхэ как русской колеёй (1520 мм), так и стандартной европейской (совмещённая четырёхниточная железнодорожная колея). На российскую территорию прибывают для разгрузки китайские грузовые поезда, а российские грузовые поезда следуют на разгрузку в Суйфэньхэ. Между Суйфэньхэ и Гродеково ходит российский пассажирский поезд, в основном перевозя «челноков». При необходимости происходит перестановка вагонов.